# Черных, Степан Иванович
Черных Степан Иванович (род. 25.10.1901, с. Козловка Бутурлиновского района Воронежской области — после 1985) — советский военный деятель. Генерал-майор.

## Биография
Русский. Из крестьян.
Окончил двухклассное училище в 1913 году. Батрачил (1913—1916), работал на свекличной плантации и в лесничестве в качестве пильщика (1916—1919).
В РККА с 1919.Закончил Армавирские пехотные командные курсы (1919—1922).
Участник Гражданской войны на Южном фронте и в Дагестане. Командир взвода, помощник командира роты стрелкового полка кавалерийской дивизии (январь 1922 — сентябрь 1925).В 1925—1927 гг. обучался во Владикавказской пехотной школе.
Член ВКП(б) с 1926.
Прошел путь помощника командира роты стрелкового полка пехотной дивизии, командира роты, командира батальона стрелкового полка (октябрь 1927 — июнь 1928), курсового командира (июнь 1928 — февраль 1930), командира роты (февраль 1930 — апрель 1931), батальона, учебного батальона 154-го стрелкового полка (апрель 1931 — март 1936).
Помощник начальника пограничного разведывательного пункта (ПРП) № 1 — Коростень (март 1936 — октябрь 1937), начальник ПРП № 6 — Могилев-Подольский, который преобразован в Ковельский оперативный пункт (октябрь 1937 — июнь 1941) РО Киевского ВО — ОВО. РО был представлен к награде.
В 1938 году окончил агентурное отделение РКУКС при РУ РККА.
Участник Великой Отечественной войны.
Полковник Черных С. И. с августа 1941 года начальник разведывательного отдела штаба 40-й армии. С 26 августа по 10 сентября 1941 года армия имела перед собой сильную группировку войск генерала Гудериана. Благодаря успешной работе разведчиков по его руководством были получены ценные разведывательные данные, позволившие правильно вскрыть группировку и замысел противника. В тяжелых боях в районе Воронежа, Терны проведенной разведкой были получены сведения, позволившие командованию принять смелое решение с группировкой основных сил на левом фланге армии, что привело в последующем к разгрому войск противника в районе Шепетовки 10 мотодивизии врага. Новым начальником разведывательного отдела штаба 40-й армии был назначен полковник Аричевский.
«Т. Черных во всех операциях Армии проявил исключительное умение и высокую добросовестность в организации и выполнении разведки… Много труда вложено т. Черных по подготовке и воспитанию кадров разведчиков как в своем отделе, так и в войсках» (из Наградного листа, октябрь 1941).
С октября 1943 года полковник Черных С. И. начальник разведывательного отдела 38-й армии в составе 1-го Украинского фронта участвовал в освобождении Харькова и форсировании Днепра, освобождении правобережной Украины. Закончил боевые действия в Праге.
«Благодаря четкой постановке работы разведывательного отдела и разведотделов дивизий Командование имело повседневные данные с полной характеристикой о противнике» (из Наградного листа, октябрь 1943).

## После войны
После войны служил в ГРУ. Начальник разведотдела штаба Бакинского военного округа. Затем начальник РУ штаба Туркестанского ВО с 1949 по 1956 год,
Генерал-майор с 1949 года.

## Награды
Награждён орденом Ленина(1945), четырьмя орденами Красного Знамени (1941, 1943, 1944,1950), орденами Кутузова II ст. (1945), Богдана Хмельницкого II ст. (1945), два ордена Отечественной войны I ст. (1943,1985), юбилейной медалью «XX лет РККА» (1938), «За победу над Германией», юбилейные награды.